# Krakowiec
Krakowiec (ukr. Краковець, Krakoweć; Краківець, Krakiweć) – osiedle typu miejskiego na Ukrainie, w obwodzie lwowskim, w rejonie jaworowskim, położone na Płaskowyżu Tarnogrodzkim, nad rzeką Szkło i Stawem Krakowieckim.

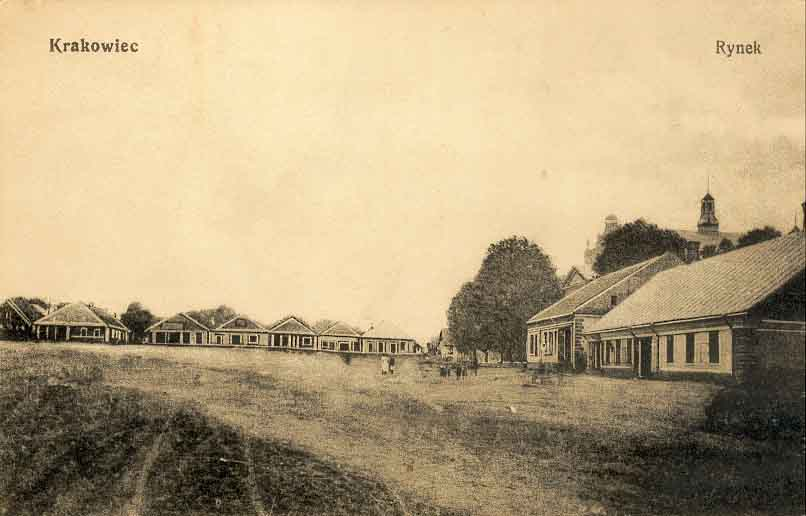
Rynek

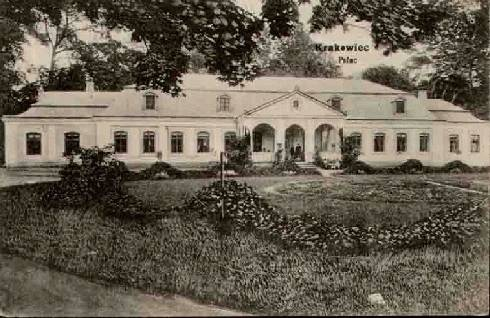
Pałac

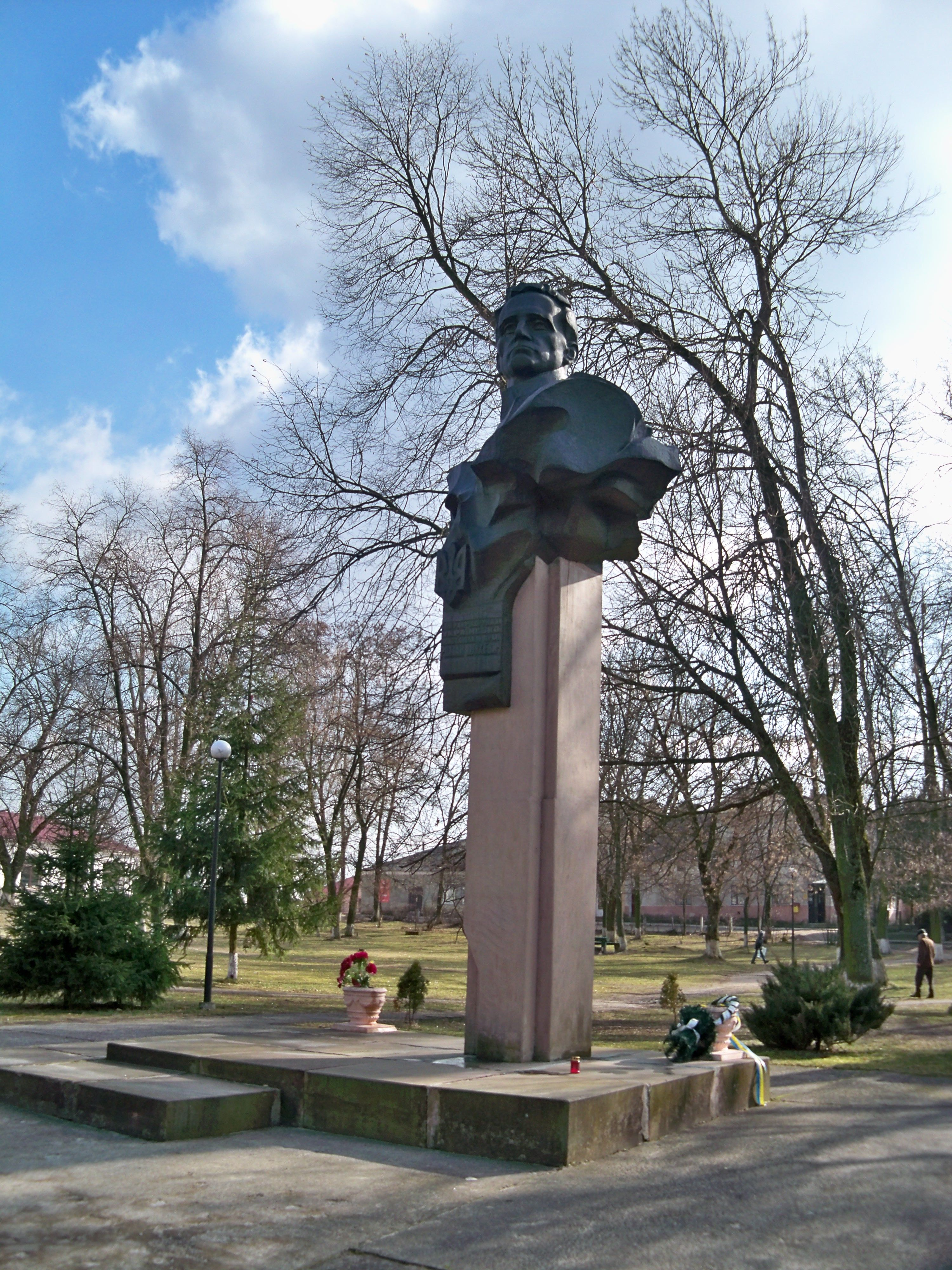
Pomnik Romana Szuchewycza

Do roku 1772 ziemia przemyska, województwo ruskie. Od roku 1772 w zaborze austriackim: w latach 1773-1782 w cyrkule samborskim, od roku 1782 w cyrkule przemyskim. Do roku 1918 w powiecie Jarosław w austriackiej prowincji Galicja. Do 17 września 1939 w powiecie jaworowskim, województwie lwowskim. Pod okupacją niemiecką w Polsce pozbawiony praw miejskich, stał się siedzibą wiejskiej gminy Krakowiec.
Miasto leży przy drodze M10, między Jaworowem a Korczową. Znajduje się w nim polsko-ukraińskie przejście graniczne.

## Historia
Prawa miejskie Krakowca potwierdzone przywilejem w roku 1520, dobra krakowieckie były w tym okresie własnością Franciszka Fredry, następnie Jerzego Fredry (tzw. krakowiecka linia Fredrów), następnie od 1590 własność ks. Aleksandra Ostrogskiego wojewody wołyńskiego, kolejni właściciele Bełzeccy i Cetnerowie, do roku 1772 własność Ignacego Cetnera wojewody bełskiego. Po rozbiorach Polski własność książąt lotaryńskich (jako wiano księżnej Anny Cetner, od roku 1813), następnie hrabiów Potockich i książąt Lubomirskich, a od końca XIX do II wojny światowej - hrabiów Łubieńskich.
W roku 1880 miasto liczyło 1891 mieszkańców w tym Polaków, Rusinów, Ormian, Niemców i Żydów. Do roku 1945 Krakowiec otoczony był polskimi wsiami Czaplaki, Ruda Krakowiecka, Podborze, Morańce, Pyszówka, Gnojnice i Budzyń.
W latach 1943–1945 nacjonaliści ukraińscy z OUN-UPA zamordowali tutaj 21 Polaków. W listopadzie 1945 wysiedlono mieszkających w Krakowcu Polaków. W latach 1940–1941 i 1944–1957 siedziba rejonu krakowieckiego.

## Zamek
W 1590 książę Aleksander Ostrogski wybudował w Krakowcu zamek obronny, który z czasem przebudowano w pałac otoczony rozległymi ogrodami. Z końcem XVIII w. notował Ewaryst Andrzej, hr. Kuropatnicki w swym "Opisaniu królestw Galicyi i Lodomeryi": Pałac sam i wszelkie ekonomiczne budynki rządnego, gospodarnego a bogatego pana okazują umysł; ogród zaś zbiorem kwiatów, ziół, fruktów, jarzyn, warzyw, krzewów, zbiorem ze 4 części świata nazwać można. W tym czasie (1786 r.) na zamku Cetnerów znajdowała się bogata kolekcja dzieł sztuki oraz okazów przyrodniczych: Tu są zbiory czyli kolekcye obrazów, portretów, kopersztychów, ksiąg, numizmatów, monet, nasion, tabakier, guzików nawet samych, marmurów, konch, ptaków i co tylko pomnożyć może wiadomość historyi krajów i naturalnej.

## Religia
- Katolicy obrządku łacińskiego

Parafia Krakowiec, dekanat Jaworów, diecezja przemyska obejmowała prócz samego Krakowca: Broszki, Budzyń, Czaplaki, Gnojnice, Huki, Kochanówka, Lubienie, Młyny, Morańce, Przedbórze, Pyszówka, Ruda Krakowiecka, Ruda Kochanowska, Sarny, Świdnica, Wola Gnojnicka i Wólka Rosnowska; łącznie 3308 parafian wg stanu z 1938 r. W połowie XVI wieku katolicki kościół został zamieniony przez Stanisława Fredrę na zbór kalwiński, w roku 1604 kościół został zwrócony katolikom, w okresie tym dziedziczką Krakowca była księżna Anna Ostrogska. W latach 1785-1786 ówczesny właściciel miasta, hrabia Ignacy Cetner, marszałek wielki koronny królestwa Galicjii i Lodomerii, wybudował ...na samym froncie drogi murowanej, w rynku samym przedziwnej architektury kościół parafialny z ciosu, z kolumnami i prześliczną facyatą. W roku 1854 kościół został konsekrowany.
- Grekokatolicy

Parafia greckokatolicka w miejscu, dekanat jaworowski, diecezja przemyska, posiadała cerkiew oraz kaplice filialne w Przedborzu, Hukach i Budzyniu.

## Osoby pochodzące z Krakowca
- Ignacy Cetner
- Jan Dychdalewicz
- Leon Mirecki
- Roman Szuchewycz
- Leonard Tarnawski
- Romuald Sroczyński

## Pobliskie miejscowości
- Mościska
- Sądowa Wisznia